# Dieter Rauchbach
Hans-Dieter Rauchbach (ur. 9 kwietnia 1934 w Naumburgu) – wschodnioniemiecki zapaśnik walczący w stylu wolnym. Olimpijczyk z Rzymu 1960, gdzie zajął piętnaste miejsce w kategorii do 87 kg.
Szósty na mistrzostwach świata w 1959. Piąty w Pucharze Świata w 1958 roku.
Mistrz NRD w latach 1955–1962. Mistrz w stylu klasycznym w 1961 i 1962; drugi w 1955 roku.